# MAN TGS
MAN TGS — крупнотоннажный грузовой автомобиль, выпускаемый компанией MAN с 2007 года. От модели MAN TGX отличается узкой кабиной шириной 2,24 м.

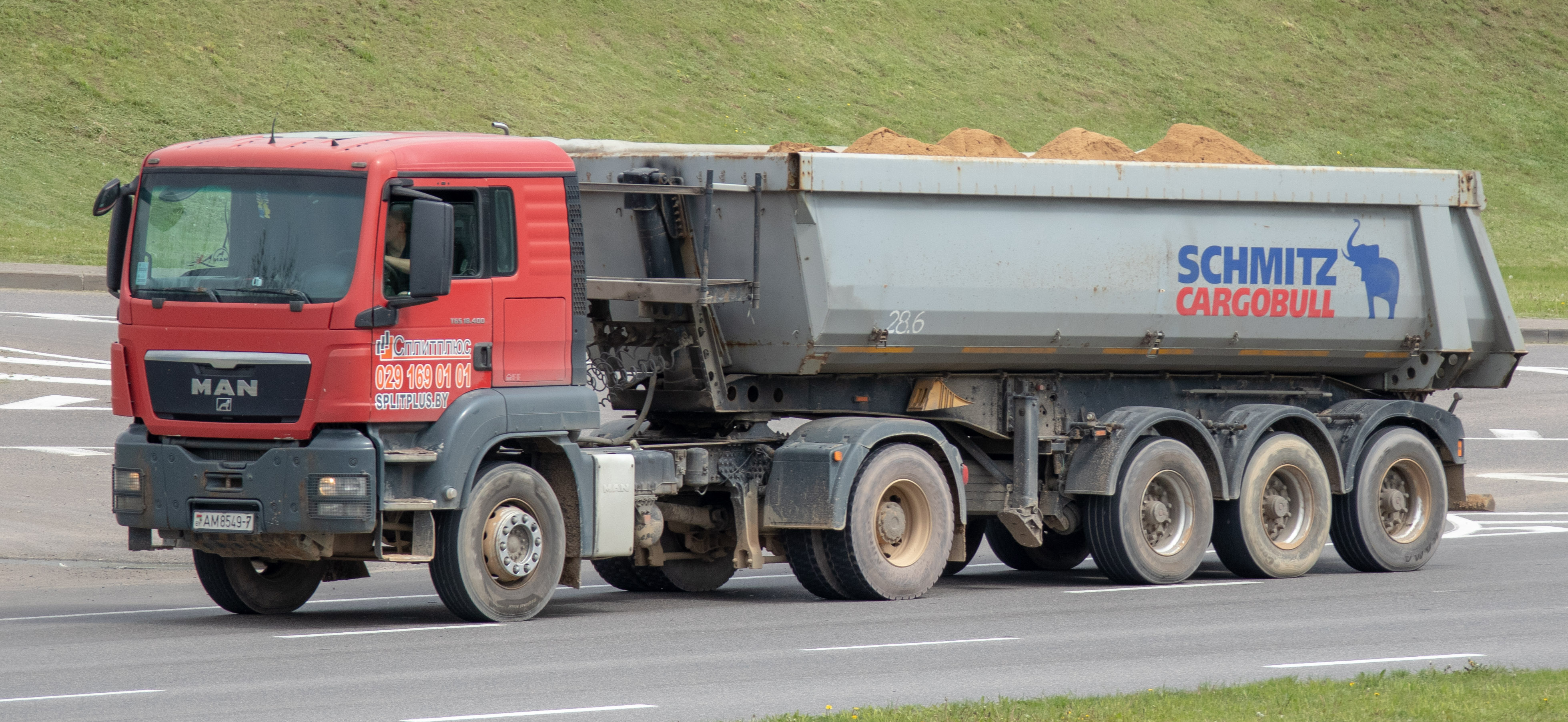
MAN TGS 18.400

## Описание
В 2007 году на автосалоне в Амстердаме представлено новое семейство MAN TGS/TGX, которое пришло на смену грузовикам серии TGA. Серия TGS удовлетворит запросы перевозчиков в сфере доставки товаров, перевозок на короткие расстояния, в строительстве. Автомобили предлагались с кабинами типа M, L или LX. По сравнению с серией TGA, коэффициент лобового сопротивления у TGS ниже на 2 %. Новые наружные зеркала и обтекатели кабин, а также видоизменённые передние стойки кабин позволили снизить уровень шума на 30 %. Водителю обеспечена хорошая обзорность, реже придётся протирать боковые стекла. Загрязнение же зеркал заднего вида уменьшено на 60 %. Передняя часть новой кабины пропускает в радиатор на 15 % больше воздуха, в результате чего в работу системы охлаждения двигателя реже включается вентилятор. Если раньше в моделях TGA присутствовала облицовка радиатора в виде решётки, которая выполняет традиционные функции, то сейчас она уступила место чисто декоративной пластиковой облицовки. Весь поток воздуха направляется на силовой агрегат, стал проходить намного ниже и с большей эффективностью. Конструкция фар выполнена со светодиодными габаритными огнями и функцией дневного света. Сюда же интегрированы указатели поворотов. Для интерьера кабин моделей TGX и TGS характерны плавные линии, гармонично соединяющие между собой приборную панель и боковины дверей, усиливая тем самым впечатление просторности. Двигатели для серии TGS —рядные «шестёрки» мощностью от 320 до 480 л. с. Для полноприводных версий дополнительно может быть предложен мотор мощностью 540 л. с., отвечающий требованиям Евро-4, выполнение норм достигается применением системы EGR совместно с фильтрами саж. Выполнение норм Евро-5 обеспечивается с помощью системы SCR, использующей реагент AdBlue. Коробки передач: 16-ступенчатые механические ZF, либо 12-ступенчатые TipMatic. Все они комплектуются встроенным Intarder, а на заказ — и PriTarder. Для машин, работающих в коммунальном хозяйстве и на стройплощадках, может быть предложен обычный 6-ступенчатый автомат. В 2010 году появилась «мировая» версия WW, которая предлагается в странах третьего мира.
TGS оборудованы двигателями D20 и D26 Common Rail мощностью от 320 до 540 л. с. Двигатели доступны как в версии Евро-4, так и в версии Евро-5.
| Двигатели                  | Двигатели  | Двигатели       | Двигатели                                | Двигатели                   | Двигатели |
| -------------------------- | ---------- | --------------- | ---------------------------------------- | --------------------------- | --------- |
| Р6 (D2066; Евро-4—Евро-5): |            |                 |                                          |                             |           |
| TGS 18.320                 | 10.520 см³ | Common-Rail III | 235 кВт (320 л. с.) при 1500—1900 об/мин | 1600 Н*м (1000—1400 об/мин) |           |
| TGS 18.360                 | 10.520 см³ | Common-Rail III | 265 кВт (360 л. с.) при 1500—1900 об/мин | 1800 Н*м (1000—1400 об/мин) |           |
| TGS 18.400                 | 10.520 см³ | Common-Rail III | 294 кВт (400 л. с.) при 1500—1900 об/мин | 1900 Н*м (1000—1400 об/мин) |           |
| TGS 18.440                 | 10.520 см³ | Common-Rail III | 324 кВт (440 л. с.) при 1500—1900 об/мин | 2100 Н*м (1000—1400 об/мин) |           |
| Р6 (D2676; Евро-4—Евро-5): |            |                 |                                          |                             |           |
| TGS 18.480                 | 12.400 см³ | Common-Rail III | 353 кВт (480 л. с.) при 1900 об/мин      | 2300 Н*м (1050—1400 об/мин) |           |
| Р6 (D2676; Евро-5):        |            |                 |                                          |                             |           |
| TGS 18.540                 | 12.400 см³ | Common-Rail III | 397 кВт (540 л. с.) при 1900 об/мин      | 2500 Н*м (1050—1350 об/мин) |           |

В 2014 году семейство MAN TGS обновили, изменив внешний вид и оснащение, кроме того автомобили получили новые двигатели, отвечающие экологическим нормам Евро-6.
В дополнении к стилистическому обновлению, новая передняя часть также соответствует нормам стандарта Евро-6 — улучшились аэродинамика и поступление воздуха к радиатору. Широкие боковые дефлекторы с воздушным каналом оптимизируют воздушные потоки по бокам кабины. Воздухозаборники в передней части были увеличены для повышения эффективности охлаждения двигателя. В то же время, воздушные каналы в решётке радиатора были оптимизированы для улучшения аэродинамических свойств нижней части грузовых автомобилей. Общее улучшение аэродинамики необходимо для снижения расхода топлива. Часть деталей улучшили для улучшения эксплуатационных свойств автомобиля. Изменённое положение стеклоочистителей позволит снизить снежные и ледяные наросты на них при эксплуатации в зимний период.
Семейство TGS делится на 4 категории в зависимости от назначения и типа привода:
— не полноприводные автопоезда грузоподъёмностью до 28 тонн, колесная формула 4*2 и 6*2
— короткобазные высокопроходимые тягачи грузоподъёмностью до 18 тонн, колесная формула 4*4
— большегрузные высокопроходимые тягачи грузоподъёмностью до 33 тонн, колесная формула 6*6
— специальные тягачи с гидравлическим приводом осей, опускаемой осью и др.
Также Man Tgs выпускал серии грузовиков в которых пробовал применять новые технологии и улучшения для дальнейшего использования — таких как применение бортовых редукторов, новых блоков управления двигателем, применение системы EGR, система контроля движения в полосе и т. д.
Man TGS 33.430 BBS-WW выпускавшийся с января 2015 года по декабрь 2015 год (включительно), имел отличительные особенности от машин других лет выпуска .
Отличия коснулись основных агрегатов — ставились свои двигатели, трансмиссия и бортовые редуктора. Был применен новый блок управления двигателем и электронными системами автомобиля. Также машины этих лет имели отдельную систему торможения прицепа. С 2016 года часть технических решений были применены на более свежем поколении серии TGS 33.430
Man TGS 33.440 BBS-WW отличает передние 5 листовые рессоры под кабиной, рама имеет больше возможностей и технологических отверстий для установки надстроек (установка грузоподъёмного оборудования, оборудование сельхоз назначения, и коммунальных служб)
Man TGS 33.480 BBS-WW с 2016 года по 2018 год (включительно), отличался возможностью поставки арктической версии с двойным остеклением, наличием подогрева топлива антифризом и увеличенной базой для установки доп оборудования.
Другие новшества обновлённых TGS — перекомпоновка элементов, установленных на раме. Для достижения норм Евро-6 компания MAN пошла теми же путями, что и другие производители — объединила систему рециркуляции выхлопных газов EGR и систему нейтрализации выхлопных газов SCRT. MAN использовал ключевые элементы, необходимые для Евро-6. Новые двигатели Евро-6 оснащаются турбонаддувом с первичным и промежуточным охлаждением нагнетаемого воздуха. Оба турбонаддува объединены в один компактный модуль. Каждая ступень оснащена собственным отводом выхлопных газов. Это позволяет контролировать давление наддува и распределение нагрузки между двумя турбинами для того, чтобы использовать энергию выхлопных газов более эффективно.
| Двигатели           | Двигатели  | Двигатели   | Двигатели           | Двигатели | Двигатели |
| ------------------- | ---------- | ----------- | ------------------- | --------- | --------- |
| Р6 (D2066; Евро-6): |            |             |                     |           |           |
| TGS 18.360          | 10.520 см³ | Common-Rail | 265 кВт (360 л. с.) | 1800 Н*м  |           |
| Р6 (D2676; Евро-6): |            |             |                     |           |           |
| TGS 18.400          | 12.400 см³ | Common-Rail | 294 кВт (400 л. с.) | 1900 Н*м  |           |
| TGS 18.440          | 12.400 см³ | Common-Rail | 324 кВт (440 л. с.) | 2100 Н*м  |           |
| TGS 18.480          | 12.400 см³ | Common-Rail | 353 кВт (480 л. с.) | 2300 Н*м  |           |

На IAA 2016 года MAN Truck & Bus показал обновлённые грузовые автомобили серии TG. MAN TGX и TGS получили визуально переработанные и оптимизированные воздухозаборники. Интерьеры всех новых моделей теперь отличаются особой тёплой цветовой гаммой, новыми материалами и сиденьями.
Одной из главных целей работы над обновлением экстерьера было повысить видимость логотипа компании. И дизайнерам удалось этого добиться, сменив подножку с хромированной на чёрную, для создания контраста между фоном и логотипом.